# Đunis
Đunis (en serbe cyrillique : Ђунис) est un village de Serbie situé sur le territoire de la Ville de Kruševac, district de Rasina. Au recensement de 2011, il comptait 707 habitants.

## Démographie

### Évolution historique de la population
| 1948  | 1953  | 1961  | 1971  | 1981  | 1991  | 2002 | 2011 |
| ----- | ----- | ----- | ----- | ----- | ----- | ---- | ---- |
| 1 567 | 1 637 | 1 417 | 1 278 | 1 139 | 1 006 | 812  | 707  |

|  |